# Luci Carí
Luci Carí (Lucius Charinus, Λούκιος Χαρῖνος)) va ser un escriptor cristià considerat herètic que va viure en una data incerta, als segles III o IV.
Agustí d'Hipona l'esmenta com a autor del llibre De Fide contra Manichaeos, però li dona el nom de Leuci (Leucius o Leutius, i fins i tot Locutius i Leontius). Foci I de Constantinoble l'anomena Leuci Carí (Leucius Charinus, Λεύκιος Χαρῖνος). Al Decretum del papa Gelasi I (492-494), a l'apartat De Libris Apocryphis, se l'anomena Lentici (Lenticius).
Foci diu que Leuci va escriure un gran nombre d'Actes dels Apòstols, totes declarades apòcrifes. El fa autor d'una obra titulada αἱ τῶν Ἀποστόλων περίοδοι, Periodi Apostolorum, avui perduda, que es podria traduir com a "Viatges dels Apòstols", o "fets dels Apòstols" o també "Actes dels Apòstols". Va condemnar el text com a herètic, contradictori i absurd, ja que distingia entre el Déu dels jueus i Crist i negava la naturalesa humana d'aquest darrer afirmant que no havia estat crucificat, perquè un altre havia sofert la mort al seu lloc. També declarava que el matrimoni era contrari a la llei. Foci va anomenar aquesta obra els "Fets de Luci". Epifani I de Constància el considerava deixeble de Joan l'Apòstol.
Luci Carí era conegut entre els maniqueus però no se sap si va viure abans o després de Mani (meitat del segle III).
Els "Fets de Luci" són els següents:
- El Fets de Joan
- El Fets de Pere
- El Fets de Pau
- El Fets d'Andreu
- El Fets de Tomàs

Els "Fets de Luci" van ser probablement redactats en una data tardana per a poder expressar una visió considerada més ortodoxa. Dels cinc, els "Fets de Joan" i els "Fets de Tomàs" tenen major contingut gnòstic que la resta. Aquests llibres van ser coneguts i van tenir una certa influència als primers temps de l'islam. L'exegeta de l'Alcorà Muhàmmad ibn Jarir at-Tabarí fa menció de la substitució de Crist per un altre a la crucifixió, tradició que s'ha incorporat als textos sagrats musulmans.